# Талвитие, Мари-Леена
Мари-Леена Ханнеле Талвитие (фин. Mari-Leena Hannele Talvitie, урождённая Кайриваара, Kairivaara; род. 11 июня 1980, Вааса, Финляндия) — финский политический и государственный деятель. Член партии «Национальная коалиция». Министр науки и культуры Финляндии с 24 января 2025 года. Депутат эдускунты с 22 апреля 2015 года.

## Биография
Родилась в 1980 году в городе Вааса.
В 2010 окончила Оулуский университет, получила степень магистра наук в области экологической инженерии.
В 2002—2004 годах работала главным технологом на заводе Koskenkorva государственной алкогольной компании Altia.
В 2004—2006 годах работала помощником депутата эдускунты Суви Линден.
В 2006 году работала сотрудник по проекту на заводе Koskenkorva компании Altia.
В 2007–2011 годах работала помощником депутата эдускунты Петри Пихлаяниеми.
В 2011—2014 годах работала помощником депутата эдускунты Эско Курвинена.

## Политическая карьера
По результатам парламентских выборов 2015 года избрана депутатом эдускунты в избирательном округе Оулу от «Национальной коалиции». Переизбрана по результатам выборов 2019 и 2023 годов. С 18 сентября 2020 года по 31 января 2022 года и с 20 июня 2023 года — третий заместитель председателя парламентской группы «Национальной коалиции».
При перестановках 24 января 2025 года в коалиционном правительстве под руководством премьер-министра Петтери Орпо назначена министром науки и культуры Финляндии.